# Гончаровка (Малоярославецький район)
Гончаровка (рос. Гончаровка) — присілок в Малоярославецькому районі Калузької області Російської Федерації.
Населення становить 119 осіб. Входить до складу муніципального утворення Присілок Воробйово.

## Історія
Від 2004 року входить до складу муніципального утворення Присілок Воробйово.

## Населення
1. Н/Д[2]